# Міжсоюзницькі ігри
Міжсоюзницькі ігри (англ. Inter-Allied Games) — міжнародне одноразове мультиспортивне змагання, що відбувся з 22 червня по 6 липня 1919 року після закінчення Першої світової війни на новозбудованому стадіоні Першинг, що знаходиться недалеко від Парижу у Венсенському лісі. Ігри були організовані командувачем Американського експедиційного корпусу генералом Першингом та профінансовані YMCA (Християнська асоціація для юнаків). У змаганнях брали участь військовослужбовці, які служили в збройних силах під час війни або після її завершення. 1415 спортсменів з вісімнадцяти країн взяли участь у змаганнях, що проводились у дев'ятнадцяти видах спорту. Відкрили Міжсоюзницькі ігри президент Франції Раймон Пуанкаре та президент США Томас Вудро Вілсон. Після завершення ігор стадіон Першинг був представлений як подарунок народу Франції від Сполучених Штатів Америки.
Ігри були організовані подібно до літніх Олімпійських ігор, але не були санкціоновані Міжнародним олімпійським комітетом. Головною метою змагань було відзначення кінця війни, встановлення міцнішої національної дружби між союзниками. Ігри були представлені як надійний сигнал миру після спустошення війни. Солдати і спортсмени отримали можливість змагатися у дружній обстановці та чесній боротьбі.

## Види спорту
Змагання проводились у дев'ятнадцяти дисциплінах. Спочатку було заплановано ряд воєнно-орієнтованих видів, але до остаточної програми потрапило лише метання ручної гранати.

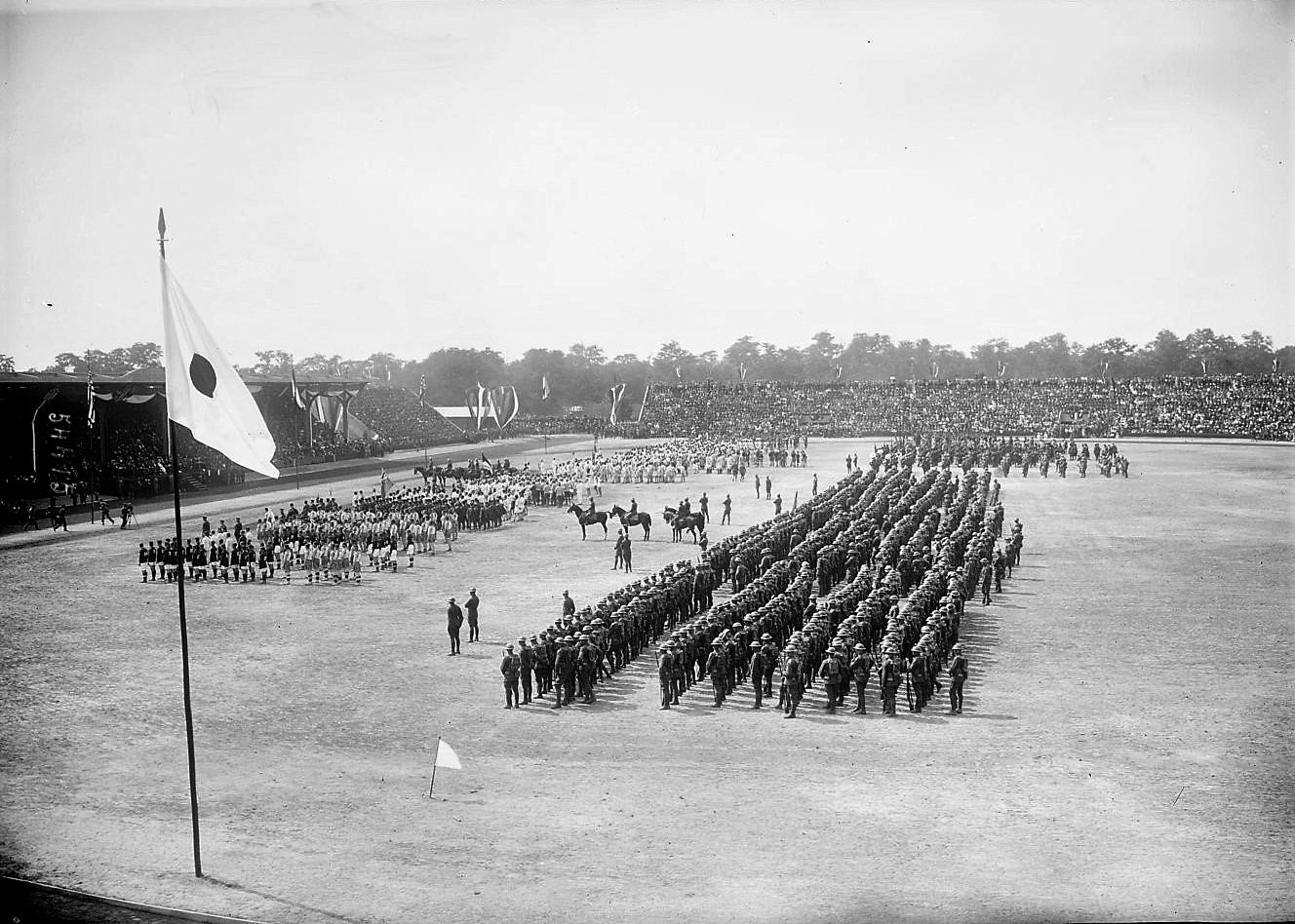
Церемонія відкриття змагань 22 червня 1919

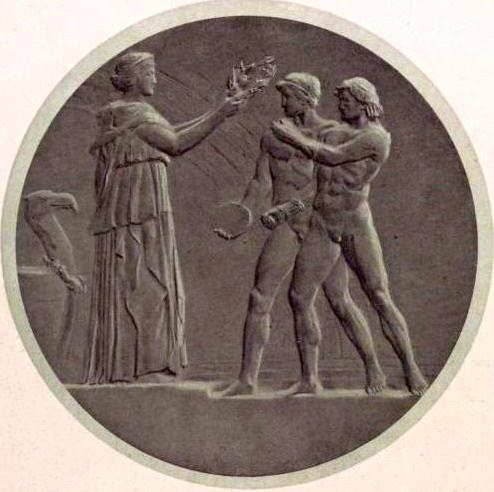
Медаль для переможців ігор

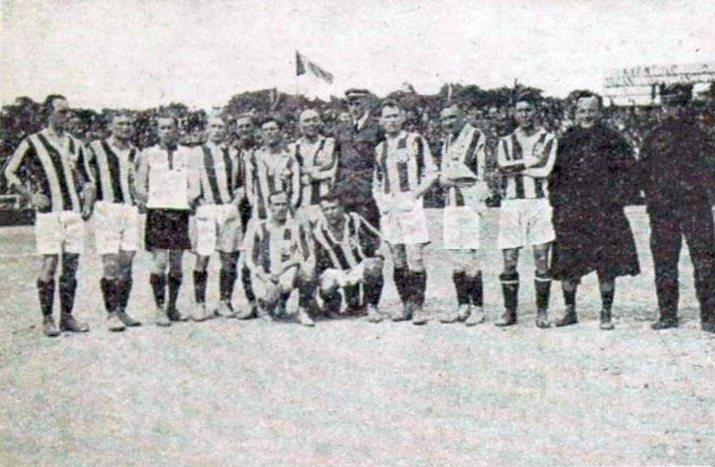
Збірна Чехословаччини — переможець футбольного турніру

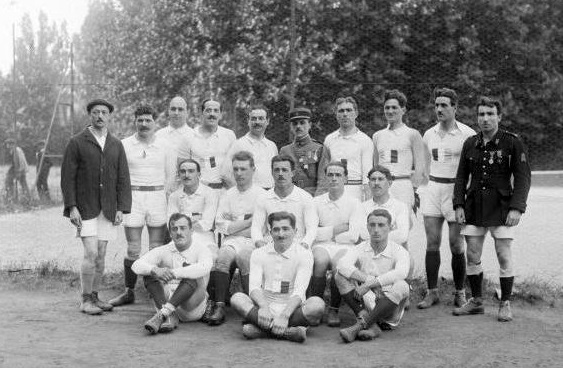
Збірна Франції — переможець регбійного турніру

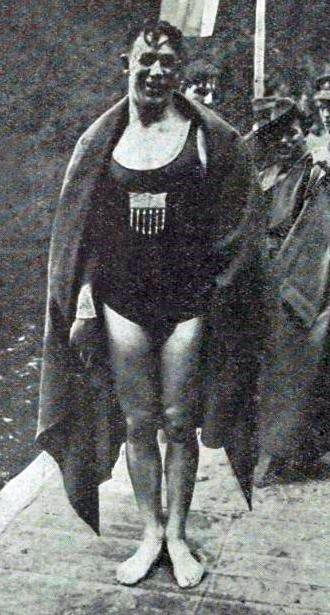
Плавець Норман Росс, володар п'яти золотих медалей турніру

- Академічне веслування (детальніше)
- Американський футбол (детальніше)
- Баскетбол (детальніше)
- Бейсбол (детальніше)
- Бокс (детальніше)
- Боротьба (детальніше)
- Верхова їзда (детальніше)
- Водне поло (детальніше)
- Гольф (детальніше)
- Легка атлетика (детальніше)
- Легкоатлетичний крос (детальніше)
- Метання ручної гранати (детальніше)
- Перетягування канату (детальніше)
- Плавання (детальніше)
- Регбі (детальніше)
- Стрільба (детальніше)
- Теніс (детальніше)
- Фехтування (детальніше)
- Футбол (детальніше)

## Учасники змагань
Загалом для участі в іграх було запрошено двадцять вісім країн союзників у Першій світовій війні. Прийняли запрошення вісімнадцять з них. Китай мав намір взяти участь у змаганнях, але у підсумку не зміг відправити будь-яких спортсменів на ігри через брак часу. Однак країна надала медалі та трофеї для підтримки ігор. Королівство Хіджаз відправило делегацію, у складі якої не було спортсменів, але свої навички демонстрували їхні Арабські вершники.
Повний список учасників:
- Австралія
- Бельгія
- Бразилія
- Велика Британія

- Гватемала
- Греція
- Італія
- Канада
- Нова Зеландія
- Ньюфаундленд
- Польща
- Португалія
- Румунія
- Сербія
- США
- Королівство Хіджаз
- Чехословаччина

## Класифікація
| Країна          | Очок |
| --------------- | ---- |
| США             | 120  |
| Франція         | 104  |
| Італія          | 45   |
| Австралія       | 41   |
| Бельгія         | 27   |
| Канада          | 18   |
| Чехословаччина  | 16,5 |
| Португалія      | 12   |
| Румунія         | 6    |
| Нова Зеландія   | 6    |
| Сербія          | 3    |
| Велика Британія | 2    |
| Греція          | 1    |